# Vijačani Gornji
Vijačani Gornji su dio naseljenog mjesta u sastavu općine Čelinac, Republika Srpska, BiH. Drugi dio sela nalazi se u sastavu općine Prnjavor, Republika Srpska, BiH, pod imenom Gornji Vijačani (dio).

## Stanovništvo
| Vijačani Gornji    |              |              |              |
| godina popisa      | 1991.        | 1981.        | 1971.        |
| Srbi               | 540 (99,26%) | 547 (93,50%) | 511 (99,22%) |
| Hrvati             | 1 (0,18%)    | 0            | 0            |
| Muslimani          | 0            | 0            | 0            |
| Jugoslaveni        | 3 (0,55%)    | 37 (6,32%)   | 0            |
| ostali i nepoznato | 0            | 1 (0,17%)    | 4 (0,77%)    |
| ukupno             | 544          | 585          | 515          |

## Šport
Održava se Petrovdanski turnir u futsalu Vijačani.